# 심융택
심융택(沈瀜澤, 1936년 10월 21일~2018년 1월 16일)은 대한민국의 정치인이다. 제10대 국회의원을 지냈다.

## 학력
- 양정고등학교졸업
- 고려대학교 법과대학 졸업
- 고려대학교 대학원 졸업 (법학석사)
- 미국 덴버대학 대학원 수학 (국제법)

## 경력
- 숙명여자대학교강사
- 서울신문 논설위원
- 대통령 공보비서관
- 대통령 정무비서관
- 사회발전연구소 소장
- 월간 “한국인” 발행인 겸 편집인

## 역대 선거 결과
| 실시년도 | 선거 | 대수 | 직책     | 선거구           | 정당       | 득표수 | 득표율      | 순위 | 당락 | 비고 |
| -------- | ---- | ---- | -------- | ---------------- | ---------- | ------ | ----------- | ---- | ---- | ---- |
| 1978년   | 총선 | 10대 | 국회의원 | 통일주체국민회의 | 유신정우회 |        | \| \| 0% \| | 지명 |      | 초선 |
|          | 0%   |      |          |                  |            |        |             |      |      |      |

## 저서
- 《백곰, 하늘 로 솟아 오르다: 박 정희 대통령 의 핵 개발 비화 : 19780926》, 기파랑, 2013. ISBN 896523896X, 9788965238966
- 《實錄: 朴正熙經濟强國崛起18年 》, 동서문화사, 2015. ISBN 9788949713595 8949713594 9788949713601 8949713608 9788949713618 8949713616 9788949713625 8949713624 9788949713632 8949713632 9788949713649 8949713640 9788949713656 8949713659 9788949713663 8949713667 9788949713670 8949713675 9788949713687 8949713683